# Eurythoe paupera
Eurythoe paupera är en ringmaskart som först beskrevs av Grube 1856.  Eurythoe paupera ingår i släktet Eurythoe och familjen Amphinomidae.
Artens utbredningsområde är Mexikanska golfen. Inga underarter finns listade i Catalogue of Life.